# New Masters
Albums de Cat Stevens
Matthew and Son
(1967) Mona Bone Jakon
(1970)
New Masters est le deuxième album studio de l'auteur-compositeur-interprète Cat Stevens. L'album est sorti en décembre 1967 sur Deram Records, une nouvelle filiale de Decca Records, à la suite du très prometteur premier album Matthew and Son. Le label a été déçu par les mauvaises ventes de son deuxième album, étant donné que l'album précédent a fait le Top Ten britannique et produit plusieurs singles à succès. New Masters a suscité peu d'intérêt, ne parvenant pas à s'inscrire au Royaume-Uni ou aux États-Unis. Le single Kitty/Blackness of the Night a chuté au numéro 47, devenant le premier single de Stevens à manquer le top 40. Ce fut un déclin soudain et abrupt du succès considérable que Stevens a connu avec ses enregistrements précédents. 
"The First Cut Is the Deepest a été couverte avec succès par plusieurs artistes. Avant la sortie de New Masters, Stevens avait vendu la chanson pour £ 30 à P. P. Arnold (anciennement du Ike et Tina Turner Revue) qui a donné à cette artiste son premier succès au Royaume-Uni. Dans les décennies à venir, Rod Stewart, Sheryl Crow, James Morrison et Keith Hampshire connaîtraient aussi un succès. La version de Hampshire a atteint le numéro 1 sur les charts canadiens en 1973. D'autres versions ont été enregistrées, telles que la chanteuse Barbara Jones, Colm Wilkinson des Misérables et la célébrité de Jesus Christ Superstar, Duffy et le Jools Holland Rhythm & Blues Orchestra.

## Titres
Toutes les chansons sont écrites et composées par Cat Stevens.

### Face 1
1. Kitty – 2:23
2. I'm So Sleepy – 2:24
3. Northern Wind – 2:51
4. The Laughing Apple – 2:39
5. Smash Your Heart – 3:02
6. Moonstone – 2:18

### Face 2
1. The First Cut Is the Deepest – 3:03
2. I'm Gonna Be King – 2:30
3. Ceylon City – 2:29
4. Blackness of the Night – 2:31
5. Come On Baby (Shift That Log) – 3:52
6. I Love Them All – 2:12

- Chansons bonus sur la réédition de 1989 :
- 13. 	"Image of Hell" 	3:08
- 14. 	"Lovely City (When Do You Laugh?)" 	2:43
- 15. 	"The View from the Top" 	3:36
- 16. 	"Here Comes My Wife" 	3:00
- 17. 	"It's a Supa (Dupa) Life" 	2:54
- 18. 	"Where Are You?" 	3:03
- 19. 	"A Bad Night" 	3:11

- Chansons bonus sur la réédition de 2004 en CD :
- 13. 	"Here Comes My Wife (Single Mono Version)" 	3:00
- 14. 	"A Bad Night (Single Mono Version)" 	3:11
- 15. 	"The Laughing Apple (Single Mono Version)" 	2:39
- 16. 	"Kitty (Single Mono Version)" 	2:23
- 17. 	"Blackness of the Night (Single Mono Version)" 	2:31
- 18. 	"Lovely City (When Do You Laugh?) (Single Mono Version)" 	2:54
- 19. 	"Image of Hell (Single Mono Version)" 	3:08
- 20. 	"It's a Supra (Dupa) Life (Single Mono Version)" 	2:54
- 21. 	"Here Comes My Wife (Stereo Version)" 	3:00
- 22. 	"Where Are You? (Single Mono Version)" 	3:03
- 23. 	"The View From The Top (Single Mono Version)" 	3:36

## Personnel
- Cat Stevens – chant, guitare, claviers
- Herbie Flowers – basse
- Chris Hunt – batterie
- Arthur Greenslade, Lew Warburton, Ivor Raymonde – direction musicale